# Notoligotrichum laxifolium
Notoligotrichum laxifolium är en bladmossart som beskrevs av G. L. Smith 1971. Notoligotrichum laxifolium ingår i släktet Notoligotrichum och familjen Polytrichaceae. Inga underarter finns listade i Catalogue of Life.